# Ходореаска (Горж)
Ходореаска (рум. Hodoreasca) насеље је у Румунији у округу Горж у општини Калник. Oпштина се налази на надморској висини од 174 m.

## Становништво
Према подацима из 2002. године у насељу је живело 180 становника, од којих су сви румунске националности.